# Clark County (Nevada)
Clark County je okres na jihu státu Nevada ve Spojených státech amerických. Žije zde přibližně 2,27 milionu obyvatel a je tak nejlidnatějším okresem Nevady. Správním sídlem okresu je město Las Vegas (tvořící centrum stejnojmenné metropolitní oblasti), k dalším městům patří Henderson, North Las Vegas, Boulder City a Mesquite. Celková rozloha okresu činí 20 880 km². Založen byl roku 1909 a pojmenován byl podle senátora Williama A. Clarka z Montany.
Okres hraničí na východě se státem Arizona a na západě se státem Kalifornie. Na severu s nevadskými okresy Nye a Lincoln.